# Henric Westman
Henric Johan Ludvig Westman, född 17 december 1853 i Sankt Lars församling, Östergötlands län, död 16 april 1937 i Linköpings församling, Östergötlands län, var en svensk militär och godsägare samt donator.

## Biografi
Westman blev underlöjtnant vid Första livgrenadjärregementet 1877, löjtnant där 1883 och kapten 1897. Han var kapten i regementets reserv 1900–1904. Westman ägde och bebodde Valla gård. Han var från 1905 styrelseledamot i Östgöta Enskilda Bank. 
Genom två gåvobrev överlämnade han 100 000 kronor (17 december 1913) och Valla gård (17 december 1933) till Linköpings stad, att förvaltas i en fond kallad den Westman-Wernerska fonden; hans morfar var läkaren Henrik Werner. Gården och dess ägor har sålts till olika ändamål, däribland märks Valla folkhögskola, Linköpings universitet, stadsdelen Östra Valla, Gamla Linköping, Vallaskogen, Valla fritidsområde och Mjärdevi Science Park. Fonden förvaltas av den kommunala Westman-Wernerska stiftelsen och bekostar olika kulturprojekt i Linköpings kommun.
Utöver denna stora fond gjorde Westman flera andra donationer. År 1911 lade han grunden till Leonard och Ida Westmans fond för Linköpings prydande med konstverk (uppkallad efter hans föräldrar), som bekostade Carl Milles fontän och staty Folkungabrunnen, som invigdes 12 december 1927 på Stora torget i Linköping.
Westman invaldes som korresponderande ledamot av Vitterhetsakademien 1919. Han blev riddare av Svärdsorden 1899, av Vasaorden 1909, av Carl XIII:s orden 1912 och av Nordstjärneorden 1916 samt kommendör av andra klassen av Vasaorden 1920 och kommendör av första klassen 1926.
Henric Westman är begraven på Gamla griftegården i Linköping.